# Dasyhelea littoralis
Dasyhelea littoralis är en tvåvingeart som beskrevs av Maurice Emile Marie Goetghebuer 1934. Dasyhelea littoralis ingår i släktet Dasyhelea och familjen svidknott.
Artens utbredningsområde är Belgien. Inga underarter finns listade i Catalogue of Life.